# Altiphrynoides malcolmi
Espèce
Synonymes
- Nectophrynoides malcolmi Grandison, 1978

Statut de conservation UICN

 EN B1ab(iii,v) : En danger
Statut CITES
Altiphrynoides malcolmi est une espèce d'amphibiens de la famille des Bufonidae.

## Répartition
Cette espèce est endémique de la province de Balé en Éthiopie. Elle se rencontre entre 3 200 et 4 000 m d'altitude dans le Parc national du Mont Balé.

## Étymologie
Cette espèce est nommée en l'honneur de James R. Malcolm.

## Publication originale
- Grandison, 1978 : The occurrence of Nectophrynoides (Anura Bufonidae) in Ethiopia. A new concept of the genus with a description of a new species. Monitore Zoologico Italiano, Nuova Serie, Supplemento 11, p. 119–172.